# João Pedro (fotbollsspelare född 2001)
João Pedro Junqueira Jesus, född 26 september 2001, mer känd som endast João Pedro, är en brasiliansk fotbollsspelare som spelar för Chelsea.

## Karriär
Den 19 oktober 2018 värvades João Pedro av Watford, där han skrev på ett femårskontrakt med start i januari 2020.
Den 5 maj 2023 bekräftade Brighton & Hove Albion att João Pedro under sommaren skulle ansluta till klubben på ett femårskontrakt.